# スフェン・マイナンス
スフェン・マイナンス（Sven Mijnans、2000年3月9日 - ）は、オランダ・スパイケニッセ出身のサッカー選手。AZアルクマール所属。ポジションはミッドフィールダー。

## クラブ経歴
2016年からスパルタ・ロッテルダムの下部組織で育成され、2020年9月19日、エールディヴィジのSBVフィテッセ戦にて、89分にアディル・アウアサルとの途中交代でトップチームデビューを飾った。
2023年1月31日、移籍金250万ユーロでAZアルクマールへ移籍し、4年半契約を交わした。